# Rete tranviaria interurbana della Northern Virginia
La Northern Virginia trolleys fu la prima linea tranviaria o electric railway, nella Virginia settentrionale ed aprì nel 1892. Poi si unì ad un unico sistema tranviario metropolitano (il Washington-Virginia Railway), che divenne il successore di questo e di ulteriori altre linee di collegamento tra il centro di Washington, Rosslyn e Arlington Junction – l'odierna Crystal City –  e fuori dall'area fino a Mount Vernon, Fairfax City e Nauck (nella contea di Arlington).
La linea tranviaria arrivò anche fino ad ovest di Georgetown e Rosslyn attraverso la vecchia linea Washington and Old Dominion Railway via Leesburg fino alla città di Bluemont ai piedi delle Blue Ridge Mountains e via Cherrydale e McLean fino al Great Falls Park. Nonostante il successo dei primi tempi, le linee tranviarie furono incapaci di competere con le automobili e fra di loro e, colpite da problemi finanziari dovuti ad un management precario, cessarono di operare negli anni trenta e quaranta.
La Northern Virginia trolleys fu originariamente operata da tre differenti compagnie che non si integrarono mai con il sistema viario di Washington. Le linee giacevano in luoghi nei quali la maggior parte delle aree circostanti non si erano sviluppate, e così i treni correvano spesso in binari lontani e separati.
Le linee della Washington-Virginia Railway terminarono nel centro di Washington, D.C., tra la 12^ e D Street, a Nord Ovest, (all'interno del presente Federal Triangle vicino a Pennsylvania Avenue e il Federal Triangle alla stazione Metrorail) dopo aver attraversato il fiume Potomac vicino al sito dove si trovano i ponti sulla 14ª Strada, passando sopra al Long Bridge e, a partire dal 1906, anche sopra al ponte sull'autostrada. La Washington and Old Dominion Railway entrò a Georgetown dopo aver attraversato il fiume Potomac da Rosslyn sopra al ponte dell'acquedotto.